# إيفوزيات الأعماق
ايفوزيات الأعماق أو كريليات الأعماق (الاسم العلمي: Bentheuphausiidae) هي فصيلة من الحيوانات البحرية تتبع رتبة الايفوزيات من طائفة اللينات الدرقة.

## أجناس
هذه الفصيلة هي وحيدة الجنس وتضم فقط جنس:
- ايفوزي الأعماق (الاسم العلمي: Bentheuphausia) أو كريل الأعماق